# Oscar Niemeyer
Oscar Ribeiro de Almeida de Niemeyer Soares (15. prosince 1907, Rio de Janeiro – 5. prosince 2012, tamtéž) byl brazilský architekt. Je považován za zakladatele moderní brazilské architektury, navrhl řadu veřejných budov pro brazilské hlavní město Brasília, které bylo v roce 1987 prohlášeno za místo světového dědictví UNESCO.

## Život
Pocházel z rodiny s německými, portugalskými a arabskými kořeny, jak je zřejmé z jeho oficiálního jména. Později  přijal německé příjmení svých prarodičů z otcovy strany a jako Oscar Niemeyer se stal známým po celém světě.  
Byl jedním ze šesti dětí z katolické rodiny v Rio de Janeiru. Jeho otec pracoval jako sazeč a vedl grafickou kancelář, jeho dědeček byl soudcem brazilského Nejvyššího soudu. V mládí žil bohémským životem mladíků z elegantních čtvrtí Ria (nazývaných Carioca). Střední školu dokončil, když mu bylo 21 a v témže roce se oženil. Začal pracovat v otcově tiskárně a současně studovat na umělecké škole. Studium ukončil v roce 1934 s bakalářským titulem z architektury.  Přesto, že byl ve finanční tísni, kvůli zájmu o architekturu se rozhodl pracovat bez nároku na odměnu v architektonickém studiu  Lúcia Costy.  V roce 1936 bylo studio pověřeno prací na projektu nové budovy ministerstva školství. Jako konzultant byl přizván Le Corbusier, který měl velký vliv na další tvorbu obou brazilských architektů. V roce 1939 navrhli brazilský pavilon pro světovou výstavu v New Yorku. 
V roce 1940, ve věku 33 let, se Niemeyer setkal s Juscelinem Kubitschekem, který byl v té době starostou města Belo Horizonte a přizval ho k práci na výstavbě architektonického  komplexu Pampulha.  Tato zkušenost také znamenala první spolupráci mezi Niemeyerem a zahradním architektem  Robertem Burle Marxem.  V příštích deseti  letech byli partnery v mnoha dalších  projektech. Niemeyer dosáhl mezinárodního uznání a výčet jeho prací je velmi rozsáhlý. Mezi nejznámější patří centrála Organizace spojených národů v New Yorku (1952), soubor budov v São Paulo a několik dalších soukromých rezidencí včetně vlastního Canoas House z roku 1953.
Jeho veřejné a politické postoje byly levicové. V roce 1945 vstoupil do Brazilské komunistické strany, což mu způsobovalo problémy v získávání vstupních víz do USA. Stalo se tak v roce 1946, kdy byl pozván učit na Yale University a v roce 1953, když byl jmenován děkanem Harvardské postgraduální školy designu. Vláda Spojených států mu odepřela vízum a tak mu zabránila ve vstupu do země. Z tohoto důvodu Niemeyer vytvořil pro Spojené státy jen velmi málo návrhů.

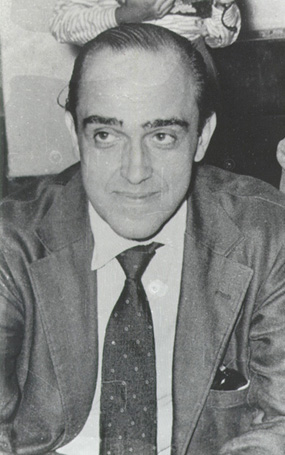
Oscar Niemeyer v padesátých letech

V roce 1956 ho oslovil Juscelino Kubitschek, krátce po svém zvolení prezidentem Brazílie, se svou myšlenkou na vybudování  nového hlavního města uprostřed pusté  brazilské vysočiny. Niemeyer se podílel na realizaci koncepce hlavního města Brasília, kterou v architektonické soutěži vyhrál  Lúcio Costa. Během několika měsíců navrhl  řadu veřejných budov v něm, především sídlo parlamentu, prezidentský palác, divadlo, katedrálu. Slavnostní ceremoniál k přenesení hlavního města státu se konal v dubnu 1960. Niemeyer  byl jmenován vedoucím fakulty architektury na univerzitě v Brasílii. Získal celosvětovou proslulost.  Centrum města Brasília s Niemeyerovými stavbami bylo v roce 1987 UNESCEM zařazeno na seznam světového kulturního dědictví. V roce 2016 byl na stejný seznam zapsán i soubor staveb Pampulha.
V roce 1957 poprvé navštívil Evropu u příležitosti výstavy Interbau v Berlíně. Po nástupu vojenské junty k moci emigroval z Brazílie. V roce 1964 projektoval v Izraeli kampus univerzity v Haifě na hoře Karmel. V roce 1966 se usadil ve Francii. Zde mimo jiné byl architektem sídla ústředního výboru Komunistické strany Francie. Ve svém ateliéru v Paříži se kromě architektonických projektů věnoval i dalším oborům. Spolu s manželkou navrhoval sedací nábytek, zabýval se grafikou a scénografií.

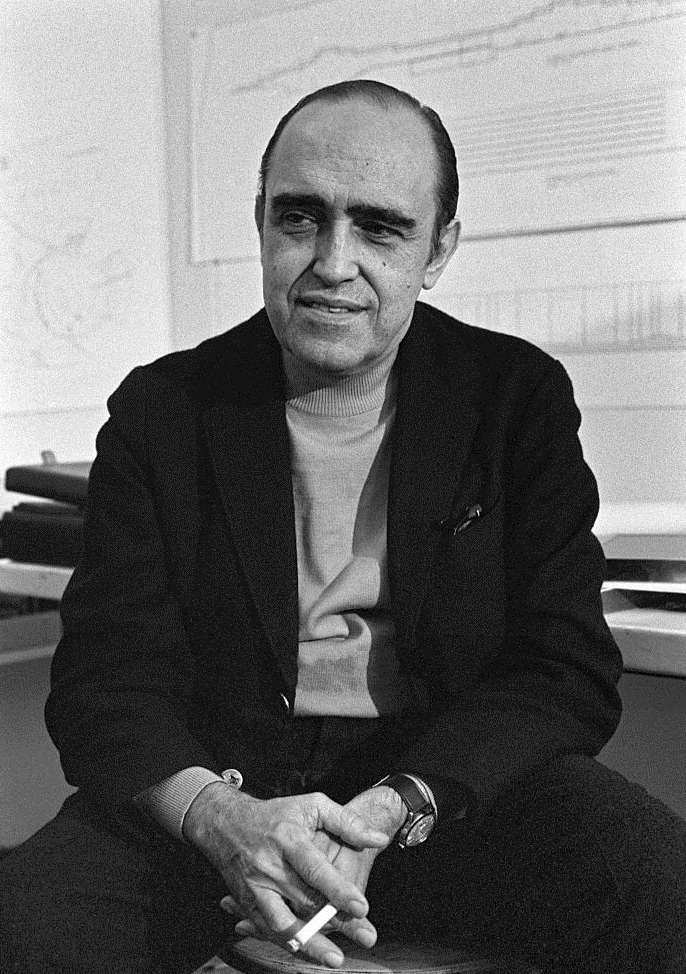
Niemeyer v roce 1968

I když po několika letech mohl pokračovat v práci na svých brazilských projektech, do vlasti se Niemeyer vrátil až po všeobecné amnestii roku 1982. Vytvořil památník prezidenta Kubitscheka, navrhl Panteon vlasti a svobody v Brasílii (1985) a Památník Latinské Ameriky v  São Paulu (1989). V roce 1988 mu byla udělena Pritzkerova cena za architekturu. Učil na univerzitě v Riu.  Od roku 1992 do roku 1996 byl předsedou brazilské komunistické strany. Byl blízkým přítelem Fidela Castra, který často navštěvoval jeho byt a ateliér v Brazílii. V roce 1996 ze strany vystoupil, ale zůstal přesvědčeným marxistou.  
Svůj ateliér V Rio de Janeiro vedl i ve vysokém věku. Jednou z jeho významných staveb tohoto období je Muzeum současného umění v Niterói (1996).  V roce 2002 bylo v Curitibě otevřeno muzeum umění, vybudované podle jeho projektu. V následujícím roce bylo přejmenováno na Muzeum Oscara Niemeyera. Ještě ve  svých 100 letech se zabýval různorodými projekty, především sochami a úpravami předchozích děl. V den Niemeyerových 100. narozenin mu ruský prezident Vladimir Putin udělil Řád přátelství. Tři dny předtím byl jmenován komandérem Řádu čestné legie.   
Manželka Annita zemřela v roce 2004,  ve věku 93 let, po 76 letech manželství. V roce 2006, krátce před svými 99. narozeninami, se Niemeyer podruhé oženil se svou dlouholetou sekretářkou Verou Lucií Cabreirovou  ve svém bytě, měsíc poté, co si při pádu zlomil kyčel. Jeho jediné dítě, dcera Anna Maria zemřela na rozedmu plic v červnu 2012 ve věku 82 let. Oscar Niemeyer zemřel 5. prosince 2012 v Brazílii ve věku 104 let na problémy spojené s ledvinami a zápalem plic. Pohřben je v Riu de Janeiru na hřbitově  São João Batist ve čtvrti Botafogo.

## Ocenění
Kromě řady ocenění za architekturu doma i v zahraničí byla oceněna i jeho veřejná angažovanost:
- Medaile Řádu za pracovní zásluhy (Brazílie, 1959)
- Mezinárodní Leninova cena míru (1963)
- Rytíř francouzské Čestné legie (Francie, 1970)
- Komtur Řádu prince Jindřicha (Portugalsko, 3. března 1975)[8]
- Komandér Řádu umění a literatury (Francie, 1982)
- Velkokříž Řádu svatého Jakuba od meče (Portugalsko, 26. listopadu 1994)[8]
- Čestný odznak za vědu a umění (Rakousko, 2005)
- Kulturní řád za zásluhy (Brazílie, 2007)
- Komandér francouzské Čestné legie (Francie, 2007)
- Řád přátelství (Rusko, 2007)
- Řád umění a literatury Španělska (Španělsko, 6. listopadu 2009)[9]

## Dílo
Oscar Niemeyer je jedním z nejkreativnějších architektů 20. století. Dokončil více než 600 staveb.  On sám rozdělil svou tvorbu do pěti období: Pampulha (1940–1943), Pampulha až Brasília (1943–1956), Brasília (1956–1966), stavby v zámoří (Paříž, Milán atd.) a pozdní práce. 
Zvláště na počátku své kariéry byl  ovlivněn Le Corbusierem a téměř výhradně používal jako stavební materiál železobeton.  Na rozdíl od Le Corbusiera však ve svých projektech neměl rád pravé úhly.  Jeho krédem bylo, že důležitější než architektura jsou lidé v ní žijící. Architektura má usnadnit jejich život. Jeho postoj k architektuře vyjadřoval i tento jeho citát:
| „ | Neláká mě pravý úhel, a ani přímá, tvrdá, nepružná linie vytvořená člověkem. Co mě láká je volná, smyslná křivka, kterou nacházím v horách mé vlasti, v meandrech řek, v oblacích na nebi, na těle milované ženy. Celý vesmír je vytvořen z křivek. Einsteinův zakřivený vesmír. (1996) | “ |

Revoluční stavbou, při které využil geometrie parabolického oblouku byl kostel svatého Františka z Assisi  v Belo Horizonte (Pampulha). Vznikl originální brazilský styl charakterizovaný prostorovou svobodou. Po roce 1948 parabolický oblouk opustil, když začal navrhovat  městské komplexy výškových  bytových domů. Niemeyer pro tento projekt vyvinul piloty ve tvaru V a W, které se staly na čas módní. První návštěva Evropy v roce 1957  měla vliv na jeho estetické vnímání, které vedlo k vyřazení mnoha ozdobných prvků a ke zjednodušení forem. Tato estetická jednoduchost vyvrcholila jeho prací v Brasílii, kde kvality budov vyjadřují pouze jejich konstrukční prvky, často velmi odvážného řešení. Niemeyer měl svými futuristickými návrhy, zaoblenými tvary a používáním skla a betonu na moderní architekturu mimořádný vliv.

### Výběr
- Kostel svatého Františka z Assisi, Belo Horizonte, Minas Gerais, Brazílie, 1943
- Budova sekretariátu Organizace spojených národů, Manhattan, New York, USA, 1951
- Casa das Canoas, Rio de Janeiro, Brazílie, 1953–1954
- Palác národního kongresu, Brasília, Brazílie, 1958–1960
- Katedrála Zjevení Panny Marie, Brasília, Brazílie, 1970
- Palác Mondadori, Segrate, Itálie, 1970–1975
- Auditorium, Ravello, Itálie, 2008–2010

## Galerie

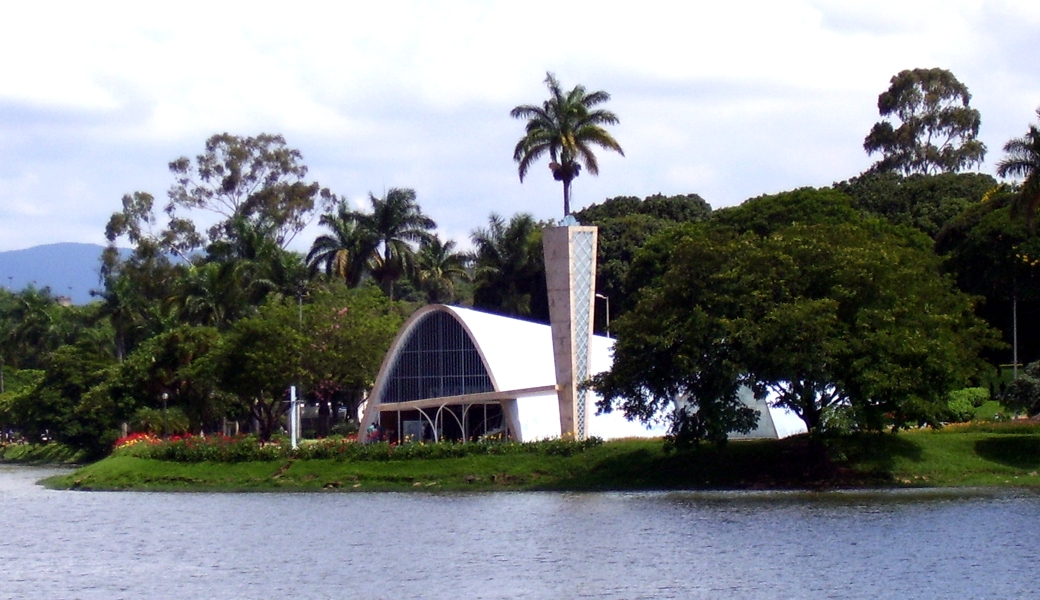
Kostel sv. Františka z Assisi, Belo Horizonte
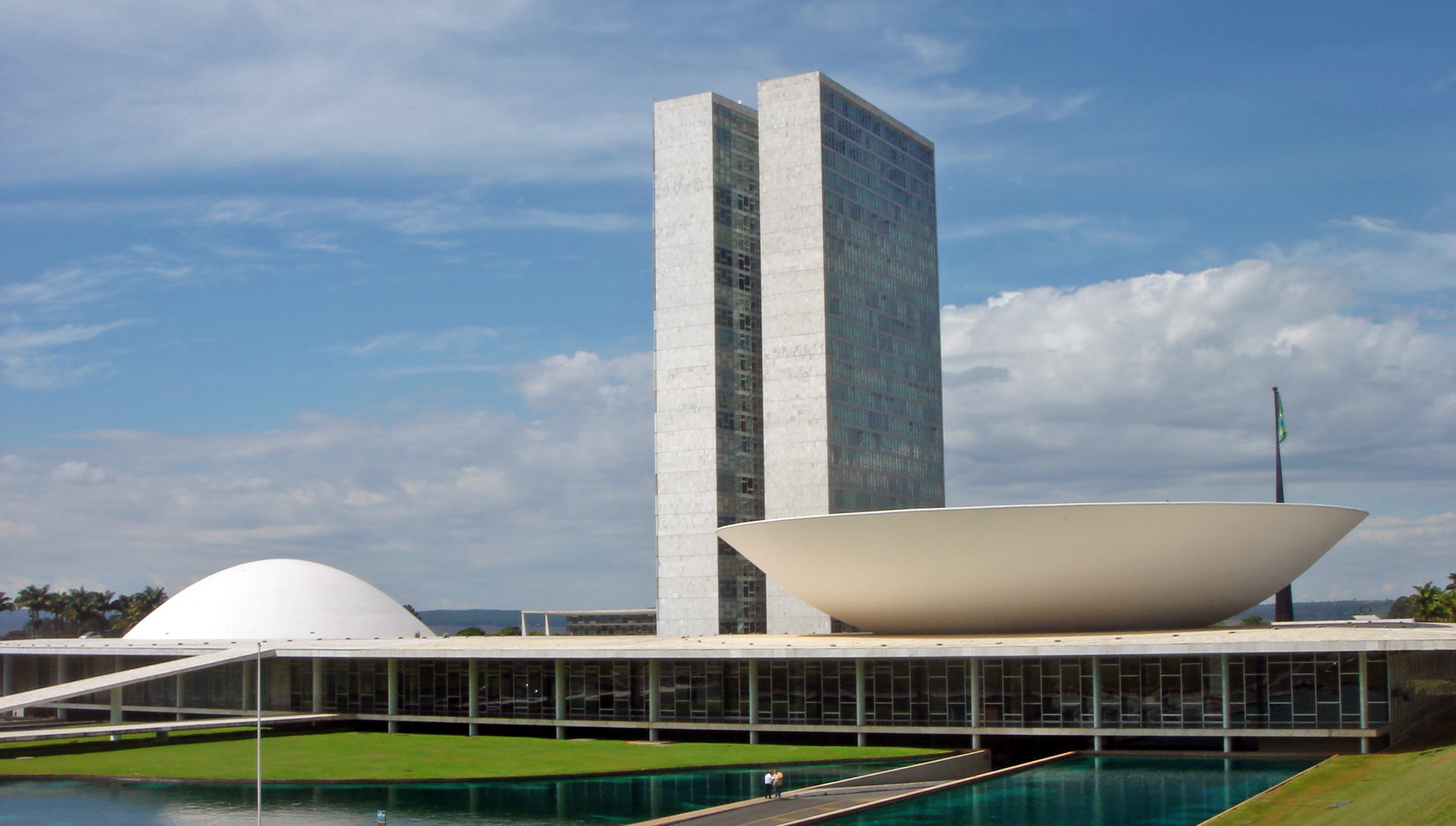
Parlament (Brasília)
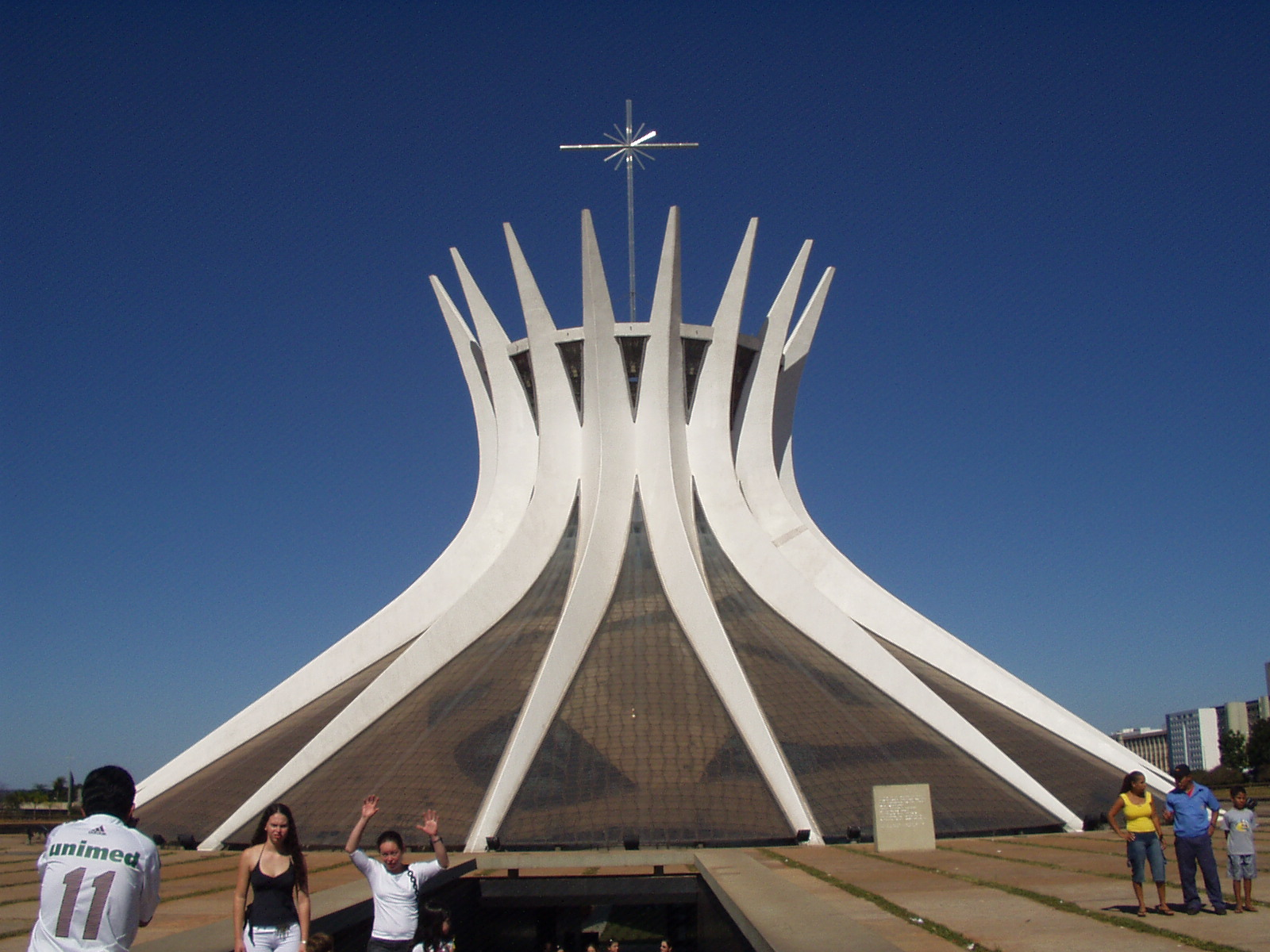
Katedrála Zjevení Panny Marie v Brasílii
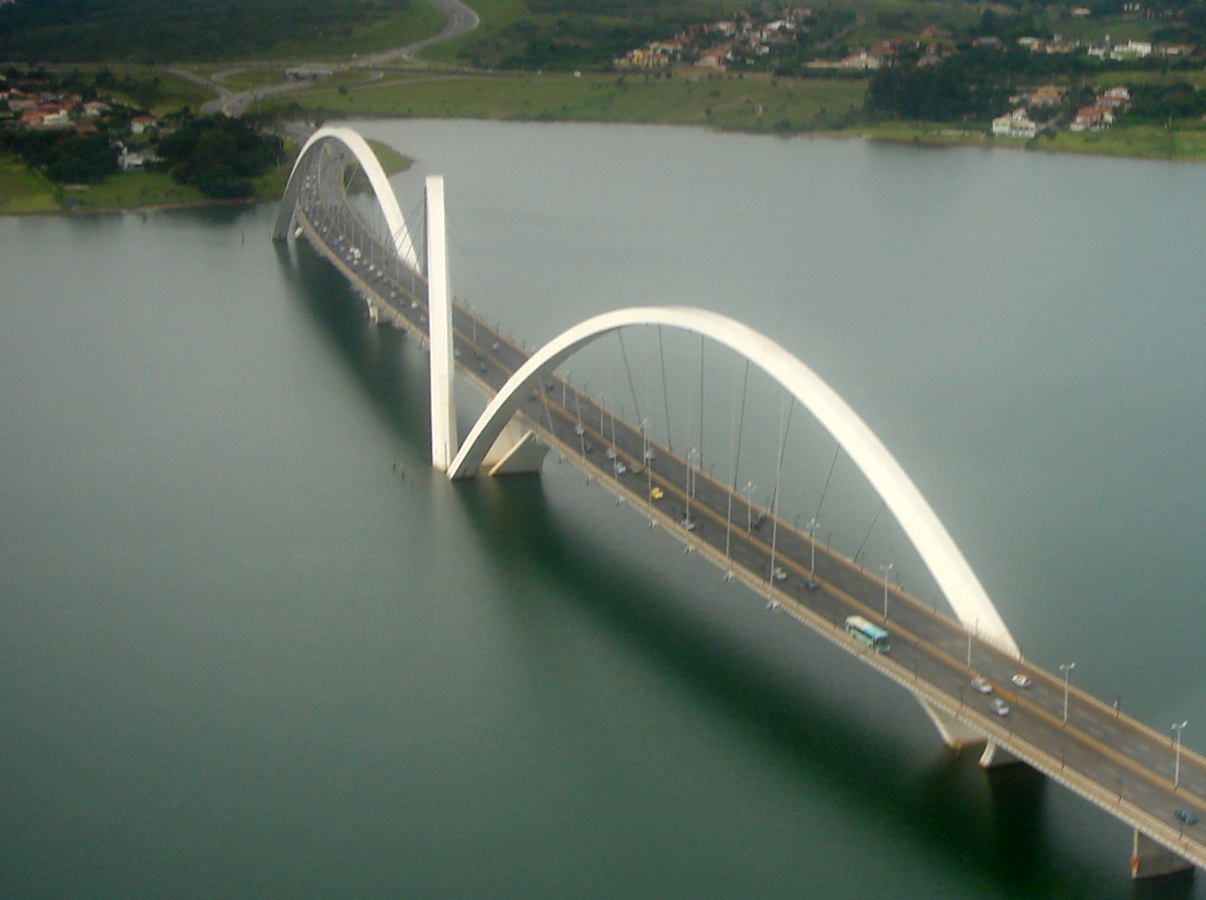
Letecký pohled na most Ponte Juscelino Kubitschek v Brasílii
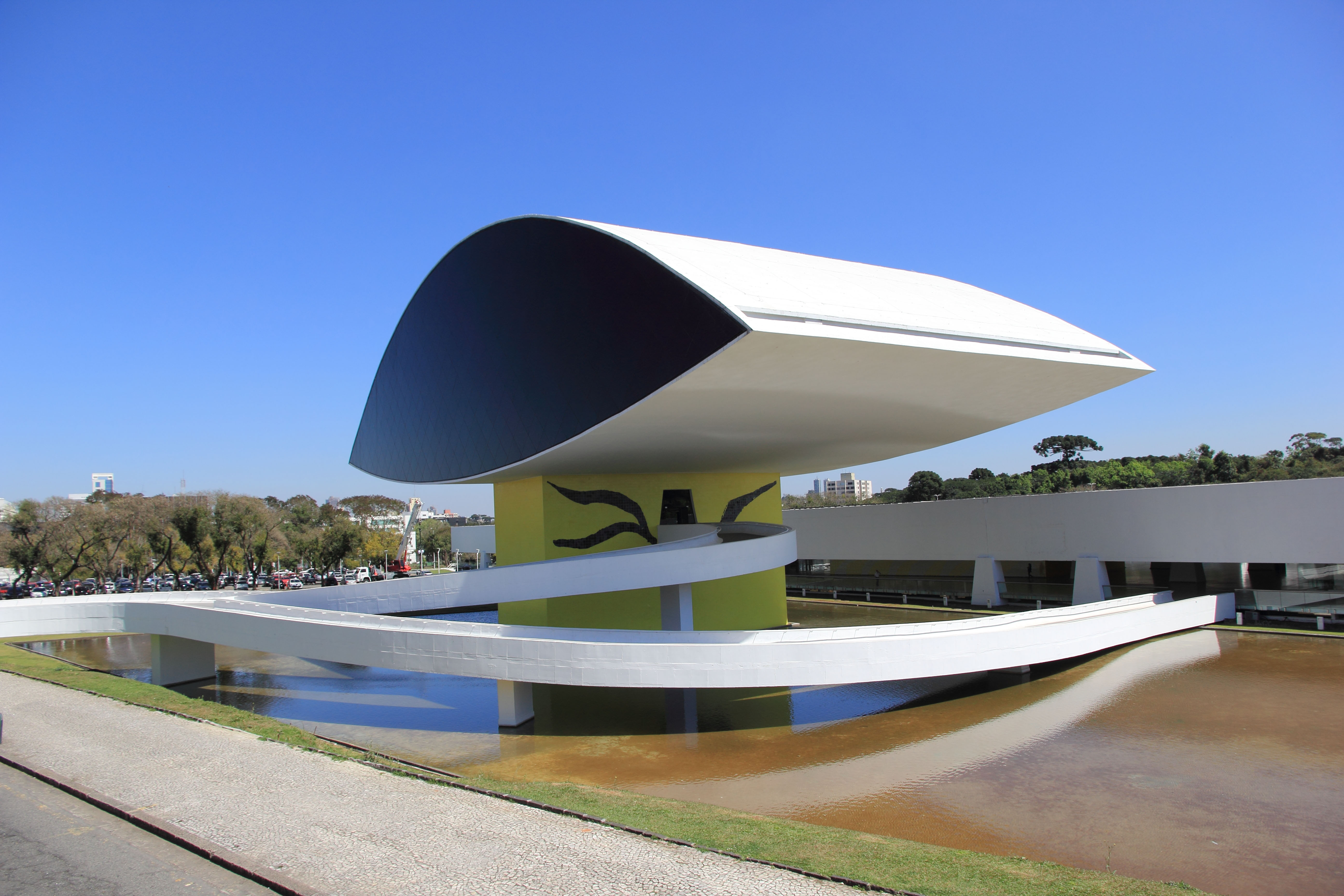
Muzeum Oscara Niemeyera v Curitibě
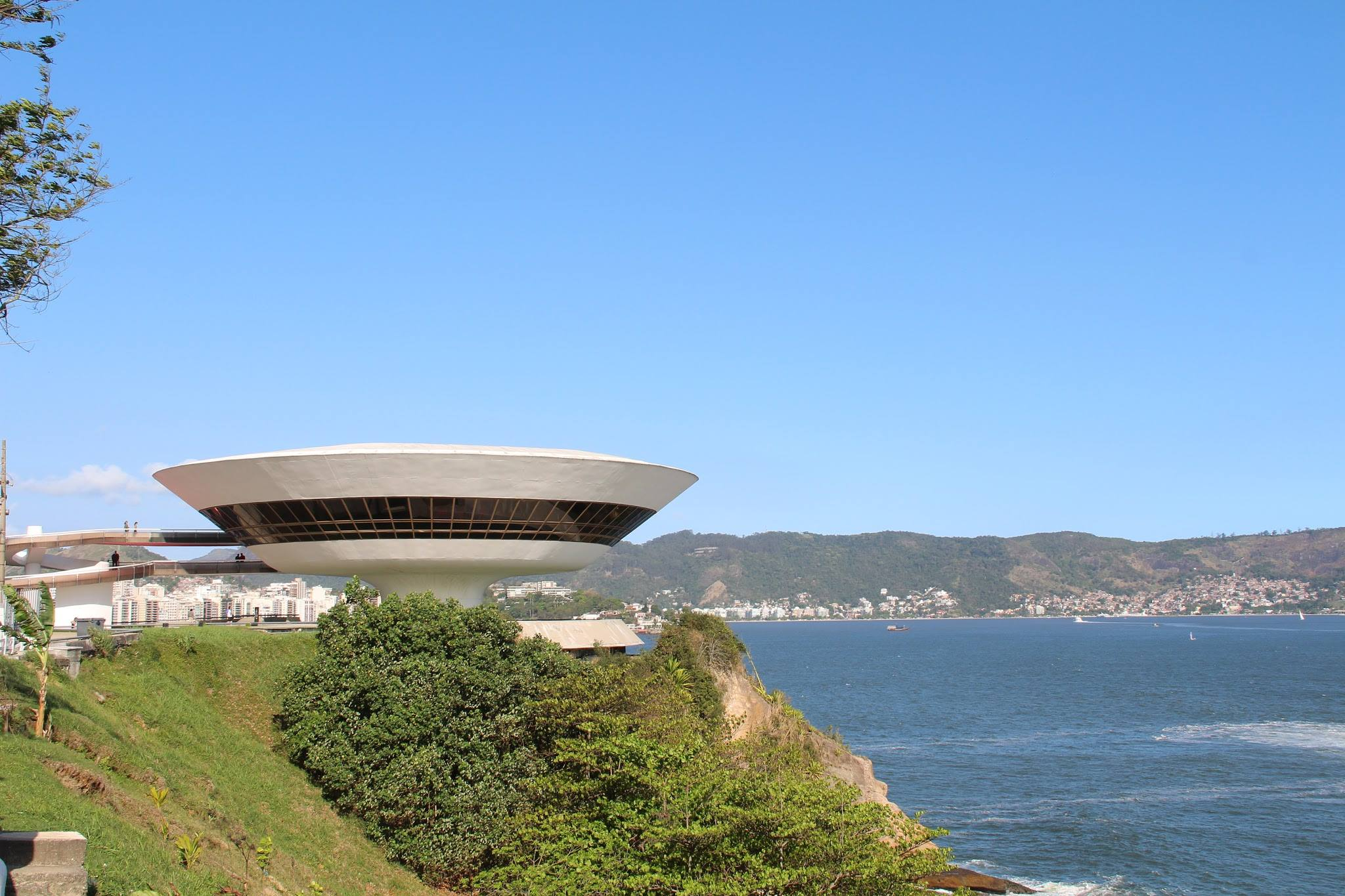
Muzeum současného umění v Niterói